# Hiidenlinna
Hiidenlinna är en ö i Finland. Den ligger i Ule älv och i kommunerna Utajärvi och Muhos i den ekonomiska regionen  Oulunkaari  och landskapet Norra Österbotten, i den centrala delen av landet, 500 km norr om huvudstaden Helsingfors. Öns area är 0,7 hektar och dess största längd är 120 meter i nord-sydlig riktning.